# Rigatoni con la pajata

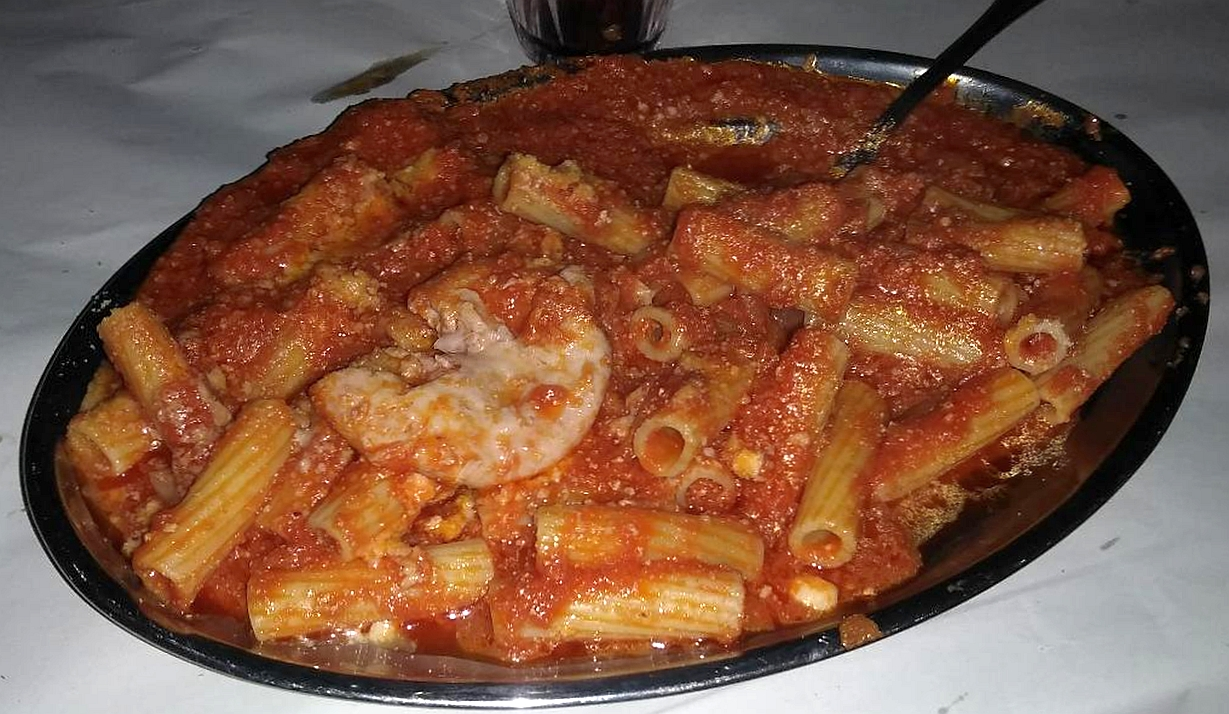
Rigatoni con la pajata

Rigatoni con la pajata ist ein traditionelles Pastagericht der italienischen Küche aus Rom.
Namensgebender Hauptbestandteil ist die Pajata, der Darm von Milchkalb oder Milchlamm, der noch den Chymus enthält. Er wird in etwa 15 cm lange Stücke geschnitten und zu Kringeln zusammengebunden. In römischen Metzgereien ist Pajata in der Regel fertig zubereitet zu bekommen.
Die Pajata wird zu einer Sauce aus Tomaten, Zwiebeln, Sellerie und Pancetta gegeben und zwei Stunden gekocht. Danach wird die Sauce mit Rigatoni vermischt serviert.

## Geschichte
In Rom wurde in der Vergangenheit viel hochwertiges Fleisch von den Mitgliedern der zahlreichen Adelsfamilien und der Kurie verbraucht. Die minderwertigen Reste, das sogenannte Quinto Quarto (das fünfte Viertel), standen dem einfachen Volk zur Verfügung. Daher basiert die traditionelle römische Küche bis heute auf Innereien. Pajata ist ein typisches Frühlingsgericht, da in dieser Zeit Kälber und Lämmer geschlachtet wurden.  Rund um den alten Schlachthof wird das Gericht in vielen Trattorien des Stadtteils Testaccio angeboten.
Da seit 2001 wegen der Tierseuche BSE die Verwendung von Rinderdärmen in der Europäischen Union verboten ist, werden nur noch Lammdärme verwendet. Die Stadtverwaltung von Rom bemühte sich 2009 um eine Ausnahmeregelung für Därme vom Milchkalb.